# Walter Gargano
Walter Alejandro Gargano Guevara (Paysandú, 23 luglio 1984) è un ex calciatore uruguaiano, di ruolo centrocampista.

## Biografia
È sposato con Michaela (detta Miska) Hamšíková, sorella di Marek Hamšík, ex compagno di squadra nel Napoli. La coppia ha tre figli: Matias, nato il 7 maggio 2010, Thiago, nato il 7 aprile 2012, e Leo.
Possiede il passaporto italiano grazie alle origini italiane (i nonni erano originari di Marsico Nuovo, provincia di Potenza).

## Caratteristiche tecniche
(Walter Gargano, 27 giugno 2007)
Giocatore molto duttile, capace di ricoprire i ruoli più diversi – dal mediano, suo ruolo originario, alla mezzala - ma è come interno di centrocampo che esprimeva il meglio di sé, risultando efficace sia nella fase di copertura che in quella offensiva. Molto valido come incontrista, quindi nella marcatura e nell'anticipo, godeva di un buon senso della posizione, caratteristica che in mezzo al campo gli faceva recuperare molti palloni, sfruttando anche la sua forza fisica. Godeva anche di un ottimo dribbling e corsa ed era molto abile nei calci piazzati. Possedeva un piede destro molto educato anche se il gol non faceva parte del suo repertorio.

## Carriera

### Club

#### Danubio
Nel 2001 entra nel settore giovanile del Danubio. Nel 2004 fa il suo esordio in prima squadra diventando presto un titolare, vincendo due campionati uruguaiani nel 2004 e nel 2007 e partecipando anche alla Copa Sudamericana e alla Copa Libertadores.

#### Napoli

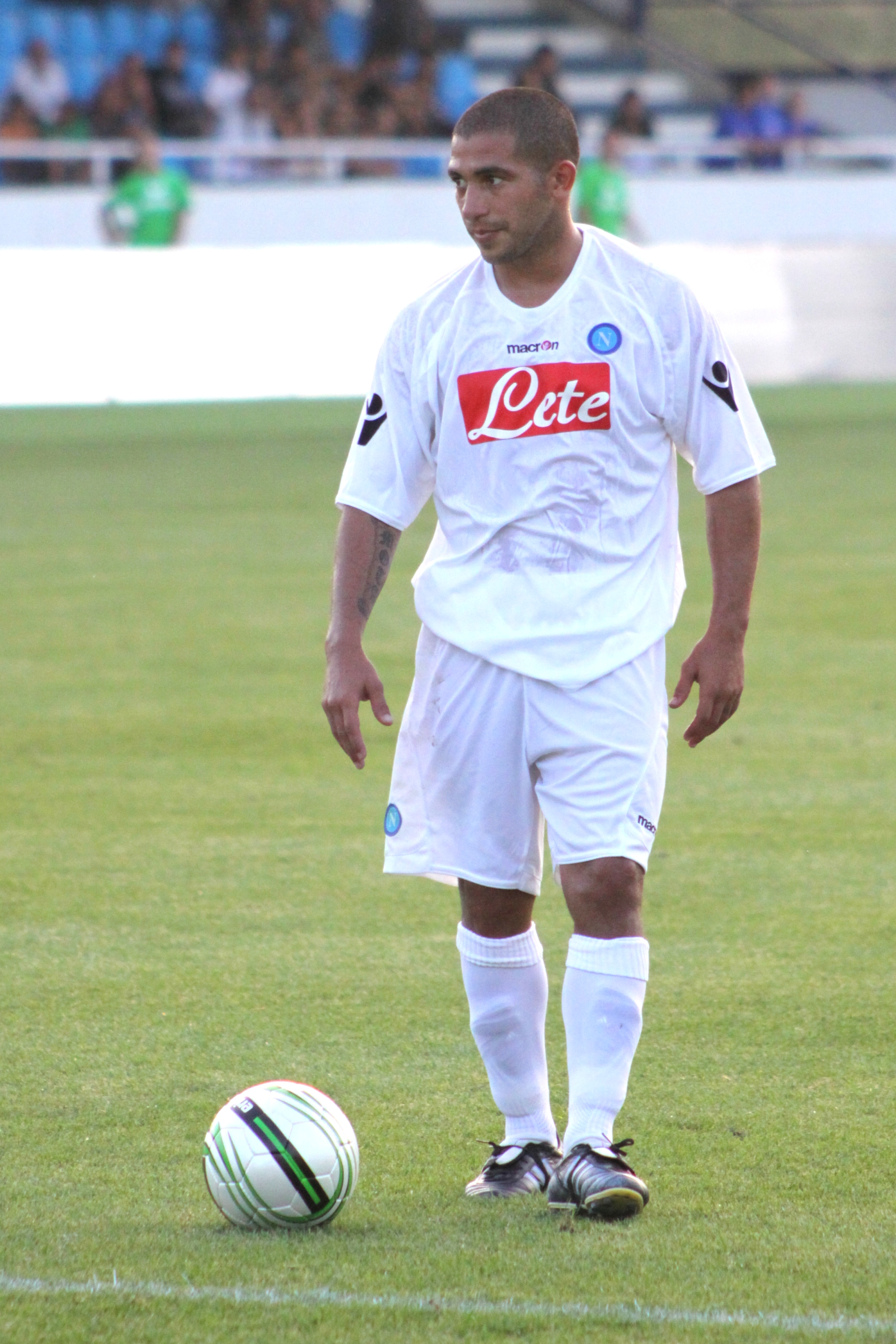
Gargano nel 2009 con la maglia del Napoli

Il 24 luglio 2007 il centrocampista uruguagio passa al Napoli, con il quale firma un contratto fino al 2012. Costato 3,2 milioni di euro, gli viene accordato inizialmente un ingaggio sui 200.000 euro. Diventa subito un pilastro del centrocampo azzurro con l'allenatore Reja, che già da tempo cercava un calciatore con le sue caratteristiche. Il 29 agosto 2007, nel 3º turno di Coppa Italia contro il Livorno risoltasi ai rigori, Gargano ha realizzato il quarto e ultimo tiro della sua squadra, chiudendo la partita sul punteggio di 3-2 d.c.r. con cui il Napoli ha conquistato l'accesso agli ottavi di finale. Il 20 ottobre 2007 realizza la sua prima marcatura in maglia azzurra nella gara in trasferta pareggiata 4-4 contro la Roma. Sette giorni dopo realizza il gol del momentaneo 1-1 in Napoli-Juventus, match conclusosi 3-1 in favore dei partenopei.
Nella stagione successiva rimane titolare anche con il nuovo allenatore Donadoni, subentrato in panchina a marzo al posto dell'esonerato Reja. Durante questa annata, Gargano esordito in Coppa Intertoto e in Coppa UEFA, mentre in Coppa Italia ha sbagliato, nei quarti di finale contro la Juventus, il rigore decisivo che ha eliminato i partenopei dalla competizione. Il 7 marzo 2009 rimedia una frattura al piede in allenamento che lo tiene lontano dal terreno di gioco per 2 mesi e mezzo.
La stagione 2009-2010 coincide con l'arrivo dell'allenatore Mazzarri che subito apprezza la grinta e la qualità di gioco di Gargano. L'11 marzo 2010 firma il prolungamento del contratto fino al 2015 con l'aumento dell'ingaggio a 1 milione di euro annui, bonus esclusi. Festeggia la 100ª presenza in maglia azzurra in Napoli-Fiorentina del 13 marzo 2010. Nella stagione 2011-2012 esordisce in UEFA Champions League da titolare in trasferta contro il Manchester City, gara terminata 1-1. Il 21 dicembre 2011 torna al gol nella vittoria interna contro il Genoa (6-1), interrompendo così un digiuno dal gol durato quattro anni. Il 20 maggio 2012 ottiene il primo trofeo italiano vincendo la Coppa Italia, sebbene sia costretto a saltare la finale per squalifica. Quattro mesi dopo, l'11 agosto, gioca la Supercoppa Italiana contro la Juventus, entrando al 68º minuto al posto di Marek Hamšík. Il Napoli perde la gara per 4-2 e Gargano, qualche giorno più tardi, annuncia di voler lasciare la società, nonostante avesse da poco prolungato di un anno il suo contratto con il Napoli fino al 2016.
In totale con la maglia del Napoli in 5 anni ha giocato 199 partite e segnato 4 reti.

#### I prestiti all'Inter e al Parma

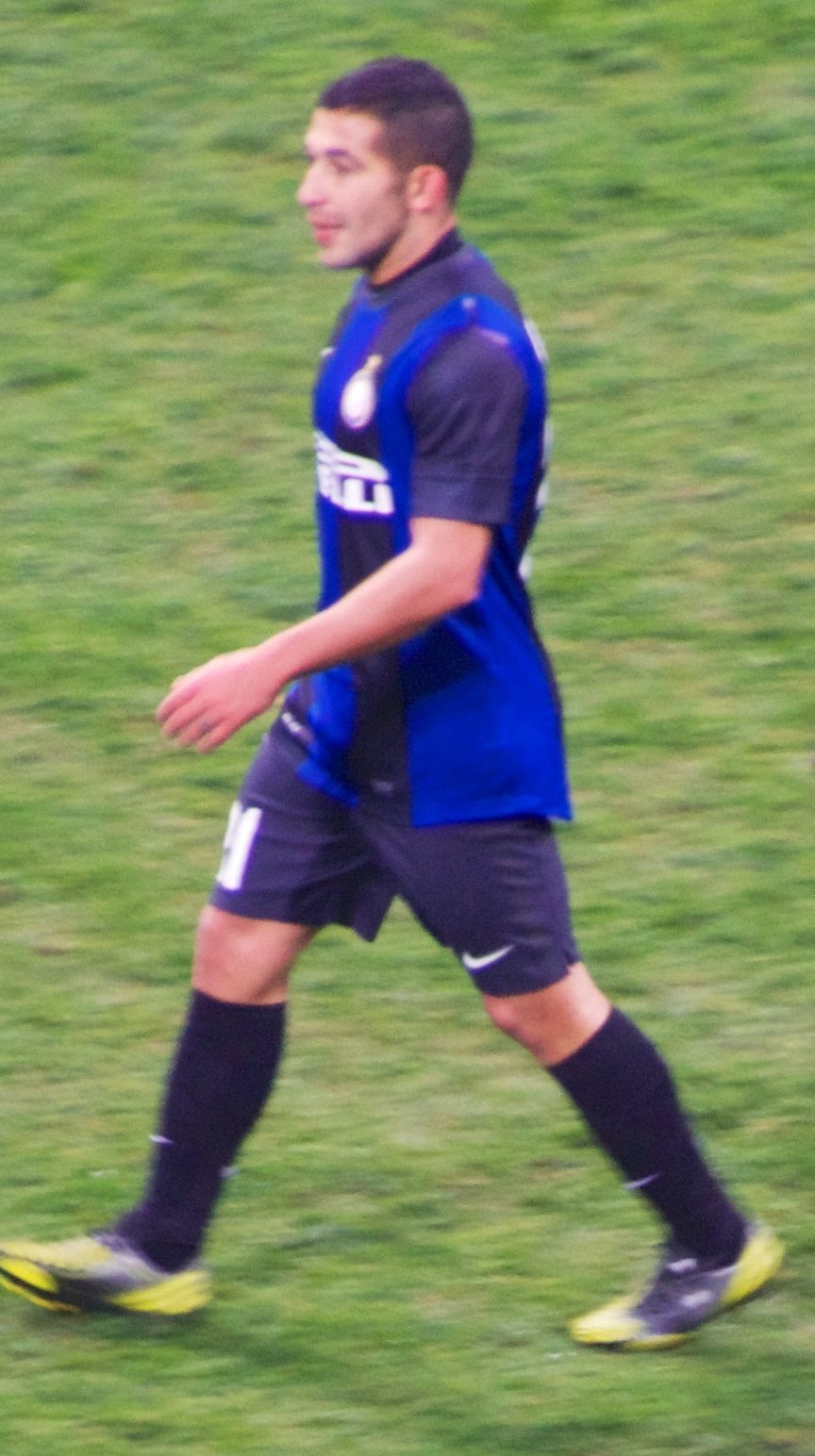
Gargano durante Inter-Milan, febbraio 2013

Il 23 agosto 2012 viene ufficializzata la sua cessione all'Inter in prestito oneroso con diritto di riscatto (1,25 milioni di euro subito e 5,25 per l'eventuale acquisto a titolo definitivo). Il centrocampista uruguaiano diventa subito un titolare inamovibile del centrocampo nerazzurro e il tecnico Stramaccioni lo utilizza sia da mediano e sia da mezzala o regista in un centrocampo a tre. Il debutto da titolare con la nuova maglia è in Pescara-Inter (0-3), prima giornata di campionato per la stagione 2012-2013. Dopo 36 presenze totali tra campionato e coppe senza reti, non viene riscattato e fa ritorno al Napoli per fine prestito.
Il 1º settembre 2013 la società azzurra ufficializza il passaggio dell'uruguaiano di nuovo in prestito con diritto di riscatto, questa volta al Parma. Gargano ritrova sulla panchina Donadoni, suo ex allenatore ai tempi del Napoli, e sceglie di indossare la maglia numero 5. Esordisce con la maglia dei ducali il 16 settembre 2013 nella partita Parma-Roma (1-3). Il 30 settembre 2013 mette a segno il primo gol col Parma nella gara esterna contro la Fiorentina terminata 2-2. A fine stagione, dopo 23 presenze totali con una rete, non viene riscattato dal Parma e rientra al Napoli.

#### Il ritorno a Napoli
All'inizio della stagione 2014-2015, complici i mancati colpi del Napoli per potenziare il centrocampo, il tecnico Benítez conferma Gargano nella rosa partenopea. Il centrocampista uruguaiano sceglie la maglia numero 77 e gioca titolare sin dalla prima partita stagionale (la sua 200 presenza con la maglia azzurra), il preliminare di Champions League pareggiato 1-1 al San Paolo contro l'Athletic Bilbao. Dopo un buon avvio di stagione, Gargano diventa un elemento fondamentale nel centrocampo a due del tecnico spagnolo. Il 22 dicembre gioca da titolare contro la Juventus in Supercoppa Italiana e ai calci di rigore finali mette a segno il sesto della serie che ha assegnato al Napoli il trofeo.

In questa stagione gioca 36 partite tra campionato, Coppa Italia ed Europa League. In tutto con la maglia del Napoli in 6 stagioni ha messo insieme 235 presenze e 4 gol.

#### Monterrey
Il 13 luglio 2015 lascia l'Italia dopo otto anni e si trasferisce ai messicani del Monterrey per una cifra vicina a 1,5 milioni di euro.

#### Peñarol e River Plate di Montevideo
Il 24 luglio 2017, tornerà dopo 14 anni in Uruguay, al Peñarol. Diventerà uno dei pilastri fondamentali dell'undici titolare della squadra, con 116 presenze per il club nelle partite di campionato.
Il 6 febbraio 2023, dopo 6 anni, lascia il Peñarol per accasarsi al River Plate (M).

### Nazionale

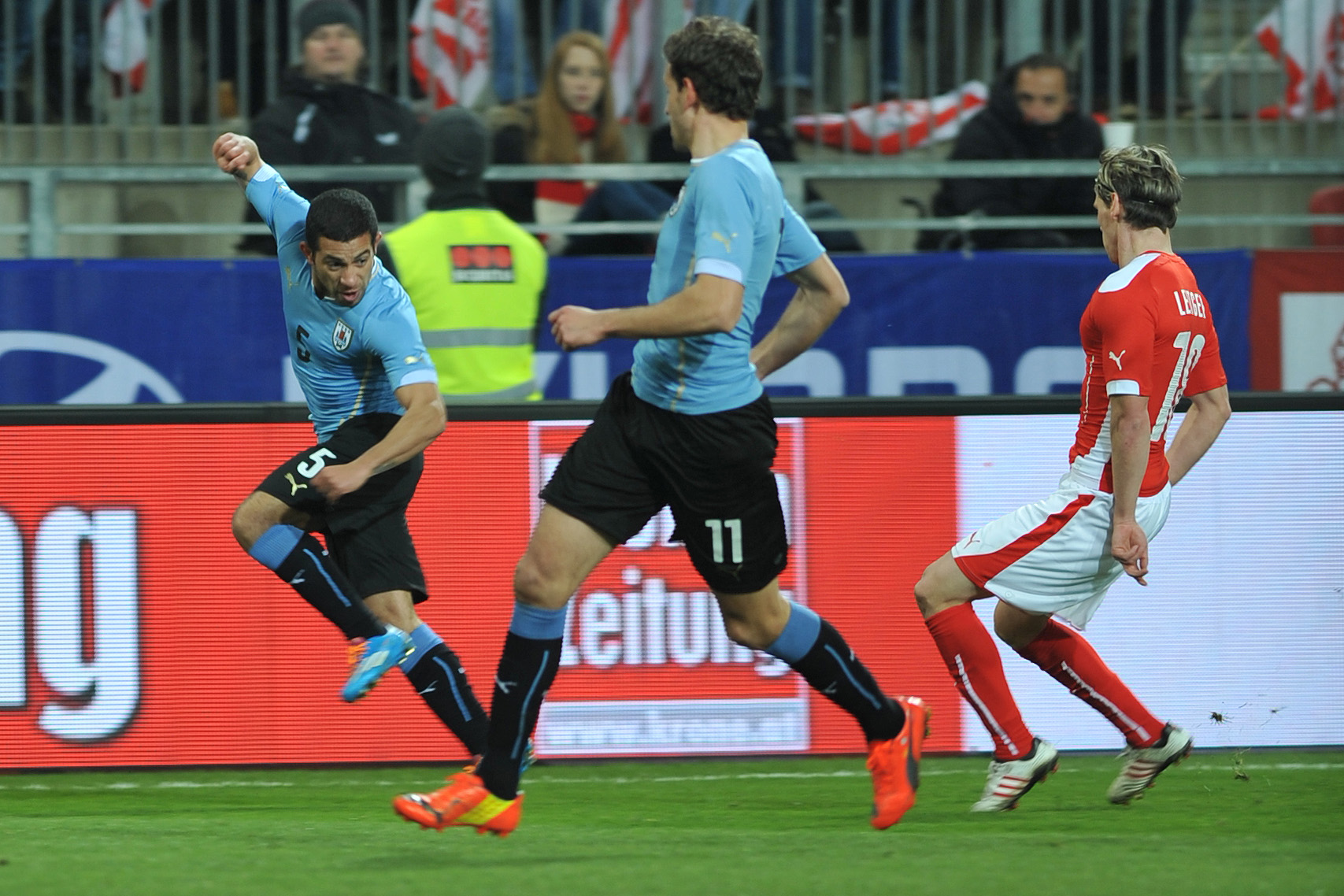
Gargano (a sinistra) con la maglia della Nazionale nel 2014

Esordisce in nazionale maggiore il 31 maggio 2006 nel match contro la Libia, in un torneo amichevole. Viene convocato per la Copa América 2007, dove l'Uruguay arriva al 4º posto.
Dopo aver disputato da titolare le partite di qualificazione, viene inserito nella lista dei 23 convocati per il Mondiale 2010. Debutta nella massima manifestazione internazionale il 16 giugno 2010 nella seconda partita della fase a gironi contro i padroni di casa del Sudafrica, subentrando nel corso del match, mentre parte dal primo minuto nella semifinale contro l'Paesi Bassi (2-3) nella quale serve gli assist per entrambi i gol della Celeste. Disputa anche la finale di consolazione contro la Germania (2-3), chiudendo quindi la manifestazione sudafricana con tre presenze all'attivo.
Durante l'amichevole disputata il 29 maggio 2011 contro la Germania, persa per 2 a 1 grazie ai goal messi a segno da Mario Gómez e André Schürrle, mette a segno il suo primo gol con La Celeste.
Convocato per la Copa América 2011, debutta nella manifestazione continentale sudamericana nei quarti di finale, subentrando al 110' nel corso dei tempi supplementari con i padroni di casa dell'Argentina (1-1 il risultato finale), realizzando poi uno dei cinque calci di rigore che consentono all'Uruguay di accedere alla semifinale della manifestazione, che alla fine vedrà proprio il successo della Celeste.
Convocato per la FIFA Confederations Cup 2013, gioca quattro gare, compresa la finale per il terzo posto persa ai rigori contro l'Italia. In questa partita si fa parare il rigore da Buffon, errore che risulta decisivo nella sconfitta della sua nazionale.
Convocato per il Mondiali 2014, Gargano disputa da titolare solo la prima partita della fase a gironi persa contro la Costa Rica.

## Statistiche

### Presenze e reti nei club
Statistiche aggiornate al 20 novembre 2023.
| Stagione         | Squadra          | Campionato       | Campionato | Campionato | Coppe nazionali | Coppe nazionali | Coppe nazionali | Coppe continentali | Coppe continentali | Coppe continentali | Altre coppe | Altre coppe | Altre coppe | Totale | Totale |
| Stagione         | Squadra          | Comp             | Pres       | Reti       | Comp            | Pres            | Reti            | Comp               | Pres               | Reti               | Comp        | Pres        | Reti        | Pres   | Reti   |
| ---------------- | ---------------- | ---------------- | ---------- | ---------- | --------------- | --------------- | --------------- | ------------------ | ------------------ | ------------------ | ----------- | ----------- | ----------- | ------ | ------ |
| 2003-2004        | Danubio          | PD               | 29         | 0          | -               | -               | -               | CS                 | 2                  | 0                  | -           | -           | -           | 31     | 0      |
| 2004-2005        | Danubio          | PD               | 14         | 1          | -               | -               | -               | CL+CS              | 6+2                | 0                  | -           | -           | -           | 22     | 1      |
| 2005-2006        | Danubio          | PD               | 31         | 0          | -               | -               | -               | -                  | -                  | -                  | -           | -           | -           | 31     | 0      |
| 2006-2007        | Danubio          | PD               | 28         | 2          | -               | -               | -               | CL+CS              | 2+2                | 0                  | -           | -           | -           | 32     | 2      |
| Totale Danubio   | Totale Danubio   | Totale Danubio   | 102        | 3          |                 | -               | -               |                    | 14                 | 0                  |             | -           | -           | 116    | 3      |
| 2007-2008        | Napoli           | A                | 34         | 2          | CI              | 3               | 0               | -                  | -                  | -                  | -           | -           | -           | 37     | 2      |
| 2008-2009        | Napoli           | A                | 26         | 0          | CI              | 2               | 0               | Int+CU             | 2+3                | 0                  | -           | -           | -           | 33     | 0      |
| 2009-2010        | Napoli           | A                | 36         | 0          | CI              | 3               | 0               | -                  | -                  | -                  | -           | -           | -           | 39     | 0      |
| 2010-2011        | Napoli           | A                | 36         | 0          | CI              | 1               | 0               | UEL                | 9                  | 0                  | -           | -           | -           | 46     | 0      |
| 2011-2012        | Napoli           | A                | 33         | 2          | CI              | 3               | 0               | UCL                | 7                  | 0                  | -           | -           | -           | 43     | 2      |
| ago. 2012        | Napoli           | A                | -          | -          | CI              | 0               | 0               | UEL                | -                  | -                  | SI          | 1           | 0           | 1      | 0      |
| ago. 2012-2013   | Inter            | A                | 28         | 0          | CI              | 1               | 0               | UEL                | 7                  | 0                  | -           | -           | -           | 36     | 0      |
| 2013-2014        | Parma            | A                | 22         | 1          | CI              | 1               | 0               | -                  | -                  | -                  | -           | -           | -           | 23     | 1      |
| 2014-2015        | Napoli           | A                | 24         | 0          | CI              | 3               | 0               | UCL+UEL            | 2+6                | 0                  | SI          | 1           | 0           | 36     | 0      |
| Totale Napoli    | Totale Napoli    | Totale Napoli    | 189        | 4          |                 | 15              | 0               |                    | 29                 | 0                  |             | 2           | 0           | 235    | 4      |
| 2015-2016        | Monterrey        | PD               | 31+6       | 1          | CM              | 6               | 0               | -                  | -                  | -                  | -           | -           | -           | 43     | 0      |
| 2016-2017        | Monterrey        | PD               | 25+1       | 0          | CM              | 6               | 0               | CCL                | 3                  | 0                  | -           | -           | -           | 35     | 0      |
| Totale Monterrey | Totale Monterrey | Totale Monterrey | 63         | 0          |                 | 12              | 0               |                    | 3                  | 0                  |             | -           | -           | 78     | 0      |
| 2017             | Peñarol          | PD               | 14+2       | 0          | -               | -               | -               | -                  | -                  | -                  | -           | -           | -           | 16     | 0      |
| 2018             | Peñarol          | PD               | 9+1        | 1          | -               | -               | -               | CL                 | 1                  | 0                  | SU          | 1           | 0           | 12     | 1      |
| 2019             | Peñarol          | PD               | 24         | 0          | -               | -               | -               | CL+CS              | 4+4                | 0+1                | SU          | 1           | 0           | 33     | 1      |
| 2020             | Peñarol          | PD               | 23         | 0          | -               | -               | -               | CL+CS              | 4+1                | 0                  | -           | -           | -           | 28     | 0      |
| 2021             | Peñarol          | PD               | 20+1       | 1          | -               | -               | -               | CS                 | 13                 | 1                  | SU          | 1           | 0           | 35     | 2      |
| 2022             | Peñarol          | PD               | 22         | 0          | CU              | 1               | 0               | CL                 | 6                  | 0                  | -           | -           | -           | 29     | 0      |
| Totale Peñarol   | Totale Peñarol   | Totale Peñarol   | 116        | 2          |                 | 1               | 0               |                    | 33                 | 2                  |             | 3           | 0           | 153    | 4      |
| 2023             | River Plate (M)  | PD               | 13         | 0          | -               | -               | -               | CS                 | 1                  | 0                  | -           | -           | -           | 14     | 0      |
| 2024             | Durazno          | SD               | 0          | 0          | -               | -               | -               | -                  | -                  | -                  | -           | -           | -           | 0      | 0      |
| Totale carriera  | Totale carriera  | Totale carriera  | 533        | 10         |                 | 30              | 0               |                    | 87                 | 2                  |             | 5           | 0           | 655    | 12     |

### Cronologia presenze e reti in nazionale
| Cronologia completa delle presenze e delle reti in nazionale ― Uruguay | Cronologia completa delle presenze e delle reti in nazionale ― Uruguay | Cronologia completa delle presenze e delle reti in nazionale ― Uruguay | Cronologia completa delle presenze e delle reti in nazionale ― Uruguay | Cronologia completa delle presenze e delle reti in nazionale ― Uruguay | Cronologia completa delle presenze e delle reti in nazionale ― Uruguay | Cronologia completa delle presenze e delle reti in nazionale ― Uruguay | Cronologia completa delle presenze e delle reti in nazionale ― Uruguay |
| Data                                                                   | Città                                                                  | In casa                                                                | Risultato                                                              | Ospiti                                                                 | Competizione                                                           | Reti                                                                   | Note                                                                   |
| ---------------------------------------------------------------------- | ---------------------------------------------------------------------- | ---------------------------------------------------------------------- | ---------------------------------------------------------------------- | ---------------------------------------------------------------------- | ---------------------------------------------------------------------- | ---------------------------------------------------------------------- | ---------------------------------------------------------------------- |
| 30-5-2006                                                              | Radès                                                                  | Libia                                                                  | 1 – 2                                                                  | Uruguay                                                                | LG Cup 2006 (Tunisia) - Semifinale                                     | -                                                                      | 85’                                                                    |
| 27-9-2006                                                              | Maracaibo                                                              | Venezuela                                                              | 1 – 0                                                                  | Uruguay                                                                | Amichevole                                                             | -                                                                      |                                                                        |
| 18-10-2006                                                             | Montevideo                                                             | Uruguay                                                                | 4 – 0                                                                  | Venezuela                                                              | Amichevole                                                             | -                                                                      |                                                                        |
| 15-11-2006                                                             | Tbilisi                                                                | Georgia                                                                | 2 – 0                                                                  | Uruguay                                                                | Amichevole                                                             | -                                                                      |                                                                        |
| 24-3-2007                                                              | Seul                                                                   | Corea del Sud                                                          | 0 – 2                                                                  | Uruguay                                                                | Amichevole                                                             | -                                                                      | 83’                                                                    |
| 30-6-2007                                                              | San Cristóbal                                                          | Bolivia                                                                | 0 – 1                                                                  | Uruguay                                                                | Coppa America 2007 - 1º turno                                          | -                                                                      | 89’                                                                    |
| 10-7-2007                                                              | Maracaibo                                                              | Uruguay                                                                | 2 – 2 dts (4 – 5 dtr)                                                  | Brasile                                                                | Coppa America 2007 - Semifinale                                        | -                                                                      | 75’                                                                    |
| 14-7-2007                                                              | Caracas                                                                | Uruguay                                                                | 1 – 3                                                                  | Messico                                                                | Coppa America 2007 - Finale 3º posto                                   | -                                                                      | 79’ 4º posto                                                           |
| 12-9-2007                                                              | Johannesburg                                                           | Sudafrica                                                              | 0 – 0                                                                  | Uruguay                                                                | Amichevole                                                             | -                                                                      |                                                                        |
| 18-11-2007                                                             | Montevideo                                                             | Uruguay                                                                | 2 – 2                                                                  | Cile                                                                   | Qual. Mondiali 2010                                                    | -                                                                      | 64’                                                                    |
| 21-11-2007                                                             | San Paolo                                                              | Brasile                                                                | 2 – 1                                                                  | Uruguay                                                                | Qual. Mondiali 2010                                                    | -                                                                      |                                                                        |
| 6-2-2008                                                               | Montevideo                                                             | Uruguay                                                                | 2 – 2                                                                  | Colombia                                                               | Amichevole                                                             | -                                                                      |                                                                        |
| 25-5-2008                                                              | Bochum                                                                 | Turchia                                                                | 2 – 3                                                                  | Uruguay                                                                | Amichevole                                                             | -                                                                      |                                                                        |
| 28-5-2008                                                              | Oslo                                                                   | Norvegia                                                               | 2 – 2                                                                  | Uruguay                                                                | Amichevole                                                             | -                                                                      | 74’                                                                    |
| 14-6-2008                                                              | Montevideo                                                             | Uruguay                                                                | 1 – 1                                                                  | Venezuela                                                              | Qual. Mondiali 2010                                                    | -                                                                      |                                                                        |
| 17-6-2008                                                              | Montevideo                                                             | Uruguay                                                                | 6 – 0                                                                  | Perù                                                                   | Qual. Mondiali 2010                                                    | -                                                                      |                                                                        |
| 6-9-2008                                                               | Bogotà                                                                 | Colombia                                                               | 0 – 1                                                                  | Uruguay                                                                | Qual. Mondiali 2010                                                    | -                                                                      |                                                                        |
| 10-9-2008                                                              | Montevideo                                                             | Uruguay                                                                | 0 – 0                                                                  | Ecuador                                                                | Qual. Mondiali 2010                                                    | -                                                                      | 46’                                                                    |
| 14-10-2008                                                             | La Paz                                                                 | Bolivia                                                                | 2 – 2                                                                  | Uruguay                                                                | Qual. Mondiali 2010                                                    | -                                                                      |                                                                        |
| 19-11-2008                                                             | Parigi                                                                 | Francia                                                                | 0 – 0                                                                  | Uruguay                                                                | Amichevole                                                             | -                                                                      |                                                                        |
| 11-2-2009                                                              | Tripoli                                                                | Libia                                                                  | 2 – 3                                                                  | Uruguay                                                                | Amichevole                                                             | -                                                                      |                                                                        |
| 12-8-2009                                                              | Algeri                                                                 | Algeria                                                                | 1 – 0                                                                  | Uruguay                                                                | Amichevole                                                             | -                                                                      |                                                                        |
| 5-9-2009                                                               | Lima                                                                   | Perù                                                                   | 1 – 0                                                                  | Uruguay                                                                | Qual. Mondiali 2010                                                    | -                                                                      |                                                                        |
| 9-9-2009                                                               | Montevideo                                                             | Uruguay                                                                | 3 – 1                                                                  | Colombia                                                               | Qual. Mondiali 2010                                                    | -                                                                      |                                                                        |
| 10-10-2009                                                             | Quito                                                                  | Ecuador                                                                | 1 – 2                                                                  | Uruguay                                                                | Qual. Mondiali 2010                                                    | -                                                                      |                                                                        |
| 14-10-2009                                                             | Montevideo                                                             | Uruguay                                                                | 0 – 1                                                                  | Argentina                                                              | Qual. Mondiali 2010                                                    | -                                                                      | 71’                                                                    |
| 3-3-2010                                                               | San Gallo                                                              | Svizzera                                                               | 1 – 3                                                                  | Uruguay                                                                | Amichevole                                                             | -                                                                      | 62’                                                                    |
| 26-5-2010                                                              | Montevideo                                                             | Uruguay                                                                | 4 – 1                                                                  | Israele                                                                | Amichevole                                                             | -                                                                      | 46’                                                                    |
| 16-6-2010                                                              | Pretoria                                                               | Sudafrica                                                              | 0 – 3                                                                  | Uruguay                                                                | Mondiali 2010 - 1º turno                                               | -                                                                      | 90’                                                                    |
| 6-7-2010                                                               | Città del Capo                                                         | Uruguay                                                                | 2 – 3                                                                  | Paesi Bassi                                                            | Mondiali 2010 - Semifinale                                             | -                                                                      |                                                                        |
| 10-7-2010                                                              | Port Elizabeth                                                         | Uruguay                                                                | 2 – 3                                                                  | Germania                                                               | Mondiali 2010 - Finale 3º posto                                        | -                                                                      | 77’ 4º posto                                                           |
| 11-8-2010                                                              | Lisbona                                                                | Angola                                                                 | 0 – 2                                                                  | Uruguay                                                                | Amichevole                                                             | -                                                                      | 46’                                                                    |
| 8-10-2010                                                              | Giacarta                                                               | Indonesia                                                              | 1 – 7                                                                  | Uruguay                                                                | Amichevole                                                             | -                                                                      | 64’                                                                    |
| 12-10-2010                                                             | Wuhan                                                                  | Cina                                                                   | 0 – 4                                                                  | Uruguay                                                                | Amichevole                                                             | -                                                                      |                                                                        |
| 17-11-2010                                                             | Santiago del Cile                                                      | Cile                                                                   | 2 – 0                                                                  | Uruguay                                                                | Amichevole                                                             | -                                                                      | 41’                                                                    |
| 29-3-2011                                                              | Dublino                                                                | Irlanda                                                                | 2 – 3                                                                  | Uruguay                                                                | Amichevole                                                             | -                                                                      | 64’                                                                    |
| 29-5-2011                                                              | Sinsheim                                                               | Germania                                                               | 2 – 1                                                                  | Uruguay                                                                | Amichevole                                                             | 1                                                                      | 87’                                                                    |
| 23-6-2011                                                              | Rivera                                                                 | Uruguay                                                                | 3 – 0                                                                  | Estonia                                                                | Amichevole                                                             | -                                                                      | 60’                                                                    |
| 16-7-2011                                                              | Santa Fe                                                               | Argentina                                                              | 1 – 1 (5 – 6 dtr)                                                      | Uruguay                                                                | Coppa America 2011 - Quarti di finale                                  | -                                                                      | 110’                                                                   |
| 19-7-2011                                                              | La Plata                                                               | Perù                                                                   | 0 – 2                                                                  | Uruguay                                                                | Coppa America 2011 - Semifinale                                        | -                                                                      | 27’ 71’                                                                |
| 2-9-2011                                                               | Charkiv                                                                | Ucraina                                                                | 2 – 3                                                                  | Uruguay                                                                | Amichevole                                                             | -                                                                      | 63’                                                                    |
| 29-2-2012                                                              | Bucarest                                                               | Romania                                                                | 1 – 1                                                                  | Uruguay                                                                | Amichevole                                                             | -                                                                      | 68’                                                                    |
| 25-5-2012                                                              | Mosca                                                                  | Russia                                                                 | 1 – 1                                                                  | Uruguay                                                                | Amichevole                                                             | -                                                                      | 78’                                                                    |
| 15-8-2012                                                              | Le Havre                                                               | Francia                                                                | 0 – 0                                                                  | Uruguay                                                                | Amichevole                                                             | -                                                                      | 64’                                                                    |
| 7-9-2012                                                               | Barranquilla                                                           | Colombia                                                               | 4 – 0                                                                  | Uruguay                                                                | Qual. Mondiali 2014                                                    | -                                                                      | 73’ 82’                                                                |
| 11-9-2012                                                              | Montevideo                                                             | Uruguay                                                                | 1 – 1                                                                  | Ecuador                                                                | Qual. Mondiali 2014                                                    | -                                                                      | 46’                                                                    |
| 12-10-2012                                                             | Mendoza                                                                | Argentina                                                              | 3 – 0                                                                  | Uruguay                                                                | Qual. Mondiali 2014                                                    | -                                                                      |                                                                        |
| 16-10-2012                                                             | La Paz                                                                 | Bolivia                                                                | 4 – 1                                                                  | Uruguay                                                                | Qual. Mondiali 2014                                                    | -                                                                      | 36’                                                                    |
| 14-11-2012                                                             | Danzica                                                                | Polonia                                                                | 1 – 3                                                                  | Uruguay                                                                | Amichevole                                                             | -                                                                      | 59’                                                                    |
| 6-2-2013                                                               | Doha                                                                   | Spagna                                                                 | 3 – 1                                                                  | Uruguay                                                                | Amichevole                                                             | -                                                                      | 76’                                                                    |
| 5-6-2013                                                               | Montevideo                                                             | Uruguay                                                                | 1 – 0                                                                  | Francia                                                                | Amichevole                                                             | -                                                                      |                                                                        |
| 11-6-2013                                                              | Puerto Ordaz                                                           | Venezuela                                                              | 0 – 1                                                                  | Uruguay                                                                | Qual. Mondiali 2014                                                    | -                                                                      |                                                                        |
| 16-6-2013                                                              | Recife                                                                 | Spagna                                                                 | 2 – 1                                                                  | Uruguay                                                                | Conf. Cup 2013 - 1º turno                                              | -                                                                      | 63’                                                                    |
| 23-6-2013                                                              | Recife                                                                 | Uruguay                                                                | 8 – 0                                                                  | Tahiti                                                                 | Conf. Cup 2013 - 1º turno                                              | -                                                                      | 84’                                                                    |
| 26-6-2013                                                              | Belo Horizonte                                                         | Brasile                                                                | 2 – 1                                                                  | Uruguay                                                                | Conf. Cup 2013 - Semifinale                                            | -                                                                      | 83’                                                                    |
| 30-6-2013                                                              | Salvador                                                               | Uruguay                                                                | 2 – 2 dts (2 – 3 dtr)                                                  | Italia                                                                 | Conf. Cup 2013 - Finale 3º posto                                       | -                                                                      |                                                                        |
| 14-8-2013                                                              | Rifu                                                                   | Giappone                                                               | 2 – 4                                                                  | Uruguay                                                                | Amichevole                                                             | -                                                                      | 61’                                                                    |
| 6-9-2013                                                               | Lima                                                                   | Perù                                                                   | 1 – 2                                                                  | Uruguay                                                                | Qual. Mondiali 2014                                                    | -                                                                      | 69’                                                                    |
| 10-9-2013                                                              | Montevideo                                                             | Uruguay                                                                | 2 – 0                                                                  | Colombia                                                               | Qual. Mondiali 2014                                                    | -                                                                      | 46’                                                                    |
| 11-10-2013                                                             | Quito                                                                  | Ecuador                                                                | 1 – 0                                                                  | Uruguay                                                                | Qual. Mondiali 2014                                                    | -                                                                      | 72’                                                                    |
| 5-3-2014                                                               | Klagenfurt am Wörthersee                                               | Austria                                                                | 1 – 1                                                                  | Uruguay                                                                | Amichevole                                                             | -                                                                      | 46’                                                                    |
| 30-5-2014                                                              | Montevideo                                                             | Uruguay                                                                | 1 – 0                                                                  | Irlanda del Nord                                                       | Amichevole                                                             | -                                                                      | 28’ 74’                                                                |
| 4-6-2014                                                               | Montevideo                                                             | Uruguay                                                                | 2 – 0                                                                  | Slovenia                                                               | Amichevole                                                             | -                                                                      | 46’                                                                    |
| 14-6-2014                                                              | Fortaleza                                                              | Uruguay                                                                | 1 – 3                                                                  | Costa Rica                                                             | Mondiali 2014 - 1º turno                                               | -                                                                      | 56’ 60’                                                                |
| Totale                                                                 |                                                                        | Presenze                                                               | 64                                                                     |                                                                        | Reti                                                                   | 1                                                                      |                                                                        |

## Palmarès

### Club
- Campionato uruguaiano: 4

Danubio: 2004, 2007
Peñarol: 2017, 2018
- Coppa Italia: 1

Napoli: 2011-2012
- Supercoppa italiana: 1

Napoli: 2014
- Supercopa Uruguaya: 1

Peñarol: 2018

### Nazionale
- Coppa America: 1

2011